# Shinji Moon
Œuvres principales
The Anatomy of Being
Shinji Moon (New York, États-Unis), est une poétesse américaine.

## Biographie
Elle étudie l'anglais, le journalisme et l'écriture créative à l'Université de New York, dans le département de Arts et Sciences. Elle a publié un recueil de poésie, The Anatomy of Being et a publié des poèmes dans The Alembic, West 10th et Freckled Magazine,.
Elle écrit son premier poème à l'âge de quatorze ans, I, Ms. Dandelion, où elle expérimente la langue anglaise et son rythme :
« I, Ms. Dandelion
Me, I’m a dandelion, everywhere at once.
Unearth me in lawns, in hollow sidewalk cracks.
Underappreciated, just give me a moment;
The smallest of moments, and you’ll see what I can do.
(...) »
Elle publie régulièrement l'essentiel de son œuvre sur Tumblr où elle s'est fait connaître.
Elle publie son premier recueil en avril 2013, sous le nom de The Anatomy of Being, qui reprend ses poésies de 2011 à 2013. Elle assume elle-même l'édition et la photo de couverture du livre.

## Œuvre
Elle est très influencée par Michael Ondaatje, Anne Michaels, Ocean Vuong, Li-Young Lee.
- The Anatomy of Being[7] (édition et photo de couverture par Shinji Moon elle-même), (2013)

## Prix
- Young Writers Award, New York, 2013[2]
- Scholastic Arts & Writing, New York, 2013[2]